# McKean County
McKean County är ett administrativt område i delstaten Pennsylvania i USA, med 43 450 invånare. Den administrativa huvudorten (county seat) är Smethport. År 1804 blev McKean ett eget county då det tidigare hade ingått i Lycoming County.

## Politik
McKean County tenderar att rösta på republikanerna i politiska val.
Republikanernas kandidat har vunnit rösterna i countyt i samtliga presidentval sedan valet 1888 utom vid två tillfällen: valen 1912 och 1964. I valet 2016 vann republikanernas kandidat Donald Trump med 70,7 procent av rösterna mot 24,5 för demokraternas kandidat (ca 46 procents marginal), vilket är den näst största segermarginalen i countyt för en kandidat genom alla tider, endast i valet 1956 var segermarginalen större.

## Geografi
Enligt United States Census Bureau har countyt en total area på 2 549 km². 2 541 km² av den arean är land och 8 km² är vatten.

### Angränsande countyn
- Cattaraugus County, New York - nord
- Allegany County, New York - nordost
- Potter County - öst
- Cameron County - sydost
- Elk County - syd
- Forest County - sydväst
- Warren County - väst